# Ohms lov
Ohms lov er en empirisk lov, der giver sammenhængen mellem elektrisk strøm (I), elektrisk spænding (U) og fænomenet elektrisk modstand (R) for en stor gruppe stoffer. Betegnelsen lov er misvisende, da udtrykket ikke gælder generelt.

## Baggrund og formler
Ohms lov er navngivet efter fysikeren og matematikeren Georg Simon Ohm, der var den første, som systematisk undersøgte forskellige materialers modstand. Hans resultater blev publiceret i Die galvanische Kette, mathematisch bearbeitet fra 1827.
I ord udtrykker Ohms lov, at der for en stor gruppe af materialer gælder følgende to ækvivalente udsagn:
1. Modstanden R er uafhængig af spændingen U.
2. Sammenhængen mellem spændingen U over og strømmen I igennem en modstand R er lineær.

I symboler skrives dette:
{\displaystyle U=R\cdot I}
Typiske stoffer, der følger Ohms lov er metaller og urent kulstof. (Superrent krystallinsk kulstof er en halvleder)
Kulstofmodstande følger derfor Ohms lov, og kaldes for lineære kredsløbselementer.
Typiske eksempler på komponenter, der ikke følger Ohms lov, er dioder. For en diode gælder den såkaldte diodekarakteristik, og sammenhængen mellem påtrykt spænding og resulterende strømstyrke er ikke lineær.
Foruden ohmsk modstand, der er en materialeegenskab, findes der også en vekselstrømsmodstand, impedans. Dette fænomen optræder for spoler og kondensatorer. De magnetiske og elektrostatiske felter, der frembringer denne effekt, optræder også i ledninger og kulmodstande. Det medfører, at hvis man påtrykker vekselspænding på disse kredsløbselementer, så vil der optræde spole- og kondensatorvirkning i dem, og de følger ikke længere Ohms lov.

## Ohms lov medkomplekse tal
Hvis man påtrykker vekselspænding på en spole eller en kondensator, vil der ikke være en lineær sammenhæng mellem spænding og strømstyrke, hvis man betragter disse variable som funktion af tiden. Hvis man derimod betragter dem som en funktion af frekvensen for den påtrykte spænding, så kan man definere en vekselstrømsmodstand, impedans, der er konstant for en given frekvens. Man kan da betragte spoler og kondensatorer som lineære kredsløbselementer og vælge at sige, at de følger Ohms lov. Vekselstrømskredsløb beskrives bekvemt ved at bruge komplekse tal.

## Udledning
Ohms lov udledes i Drude-modellen, der beskriver et elektrisk ledende materiale vha. klassisk mekanik.
For en elektron med elementarladningen {\displaystyle -e} i et elektrisk felt {\displaystyle {\vec {E}}} er kraften på elektronen:
{\displaystyle {\vec {F}}=-e{\vec {E}}}
Når et materiale er en del af et elektrisk kredsløb, danner spændingskilden et sådant elektrisk felt i materialet, hvilket accelererer elektronerne.
I Drude-modellen antages det dog, at elektronerne vil kollidere med de enkelte atomer i materialet og derved tabe accelerationen. Elektronen har derfor kun et kort tidsrum {\displaystyle \tau }, hvor den efffektivt accelereres. Den gennemsnitlige hastighed - kaldet drift-hastigheden {\displaystyle {\vec {v}}_{D}} - er derfor accelerationen {\displaystyle {\vec {a}}} gange denne tid:
{\displaystyle {\vec {v}}_{D}={\vec {a}}\tau }
Jævnfør den elektriske kraft på elektronen og Newtons anden lov
{\displaystyle {\vec {F}}=m{\vec {a}}}
gælder derfor
{\displaystyle {\vec {v}}_{D}={\frac {\vec {F}}{m}}\tau =-{\frac {e\tau }{m}}{\vec {E}}}
hvor {\displaystyle m} er elektronens masse:
Den elektriske strøm er givet ved tætheden {\displaystyle n} af elektroner gange tværsnitsarealet {\displaystyle A} gange drift-hastigheden gange ladningen:
{\displaystyle I=-enAv_{D}}
Strømmen er altså:
{\displaystyle I={\frac {e^{2}\tau nA}{m}}E}
For et homogent elektrisk felt er spændingen {\displaystyle U} lig med det elektriske felt gange afstanden {\displaystyle d}, hvilket i denne sammenhæng er materialets længde:
{\displaystyle U=Ed}
eller
{\displaystyle E={\frac {U}{d}}}
Det vil sige:
{\displaystyle I={\frac {e^{2}\tau nA}{m}}{\frac {U}{d}}}
Spændingen er altså omvendt givet ved:
{\displaystyle U={\frac {md}{e^{2}\tau nA}}I}
Som påstået i Ohms lov ses det altså, at spændingen og strømstyrken er proportionale. Propertionalitetskonstant - dvs. modstanden {\displaystyle R} - er altså givet ved:
{\displaystyle R={\frac {md}{e^{2}\tau nA}}}
Det ses, at modstanden bliver større, jo oftere elektronerne kolliderer med atomerne - lille {\displaystyle \tau } - og jo større elektron-tætheden {\displaystyle n} er.
Det ses desuden, at modstanden afhænger af materialets størrelse {\displaystyle d} og {\displaystyle A}. Man kan derfor definere en dimensionsuafhængig materialeegenskab kaldet resistiviteten {\displaystyle \rho }:
{\displaystyle \rho ={\frac {RA}{d}}={\frac {m}{e^{2}\tau n}}}
hvilket kan slås op i en tabel.

## Almindelige misforståelser og forældede betegnelser
Det er en almindelig misforståelse, at Ohms lov har generel gyldighed. Dette er ikke tilfældet, som forklaret i indledningen. De generelle kredsløbsudtryk er Kirchhoffs love.
I visse fysiklærebøger for gymnasiet omtales noget, der kaldes Ohms 2. lov, Ohms udvidede lov o.l. Disse udtryk anvendes ikke i standardværker om fysik og elektrisk kredsløbslære, da de primært har historisk interesse. Elektriske spændingskilder, herunder batterier, beskrives fuldt ud ved Ohms lov og Kirchhoffs love.
Formelbogstaverne U, R og I har deres oprindelse i de tyske ord: U = Unterschied, (spændings)forskel; R = Resistanz, modstand; I = Intensität, intensitet (strømstyrke). P er formentlig afledt af engelsk Power, effekt.
På andre sprog bruges der andre symboler. For spændingen bruges eksempelvis E for "electromotive force" på engelsk, eller bare V for voltage.

## Ohms lov kombineret med Watts lov
Endvidere kan elektrisk effekt (P) afsat i en modstand skrives (Watts lov; effektformlen):
{\displaystyle P=U\cdot I}
Ved at kombinere formlerne for Ohms lov og Watts lov, kan man få følgende sammenhænge
{\displaystyle U=R\cdot I={P \over I}={\sqrt {R\cdot P}}}
{\displaystyle P=U\cdot I={U^{2} \over R}=R\cdot I^{2}}
{\displaystyle I={U \over R}={P \over U}={\sqrt {P \over R}}}
{\displaystyle R={U \over I}={P \over I^{2}}={U^{2} \over P}}
Hvis man altså blot kender to af disse fire variable, kan man udlede de to andre.